# Козацький Кут
Коза́цький Кут — село в Україні, в Апостолівській міській територіальній громаді Криворізького району Дніпропетровської області.

## Загальні відомості
Село розташоване за 8 км на південь від центру територіальної громади і за 14 км від залізничної станції Апостолове. Площа населеного пункту — 212 га. Кількість дворів — 341. Кількість населення 797 осіб. День села — 1 травня. На території Першотравенської сільської ради розміщені такі населені пункти: с. Козацький Кут, с. Нова Січ, с. Новосеменівка, с. Запорізьке.

## Географія
Село Козацький Кут знаходиться на правому березі каналу Дніпро — Кривий Ріг.
На півдні межує за селом Велика Долина, на сході з селами Нова Січ та Новосеменівка, на півночі та на північному заході з містом Апостолове. Навколо села багато іригаційних каналів.

## Історія
У цих степах поселились переселенці з ближніх сіл Грушівки, Кута, Марійського. У березні 1919 року проорана перша борозна ніким до цього часу не займаної землі. Виникло поселення Березівка і Нова Січ.
Село Козацький Кут було засноване 15 травня 1921 року, коли почали будувати 80 садиб по вулиці Леніна. Самі селяни на сходці дали йому назву Перше Травня. Обробляли селяни 992 десятини землі. У 1924 році була заснована комуна і її першим секретарем був Катан Захарько Гаврилович. Першотравенська сільська рада заснована у 1925 році, першим головою сільської ради був Ляшенко Кирило Єгорович. У 1930 році було утворено колгосп «Перше Травня».
У центрі села стоїть меморіальний комплекс загиблим воїнам, 204 прізвища воїнів, які загинули захищаючи село, викарбувані на стелі. В селі Перше Травня була восьмирічна школа. У 1983 на базі восьмирічної школи було створену Першотравенську середню школу. У 1996 році у селі відкрита нова двоповерхова середня школа в якій навчаються 240 учнів. В 1955 році був побудований сільський клуб, у теперішній час в сільському клубі працюють гуртки художньої самодіяльності — танцювальний, вокальний, хоровий. 
В 1979 році у Першотравенському сільському клубі був створений фольклорний ансамбль «Веселка». Художнім керівником була Онуфрієнко Галина Порфирівна. В селі є сільська бібліотека, книжковий фонд налічує 15 тисяч примірників. Працює Першотравенський фельдшерсько-акушерський пункт, дошкільний навчальний заклад «Казка». Поштове відділення зв'язку. Всі установи опалюються автономно природним газом який підвели в село у 1980 році. На території села функціонують два продуктових магазина.
19 вересня 2024 року Верховна Рада підтримала перейменування села Перше Травня на Козацький Кут. 26 вересня 2024 року перейменування набуло чинності.

## Населення
Згідно з переписом УРСР 1989 року чисельність наявного населення села становила 955 осіб, з яких 474 чоловіки та 481 жінка.
За переписом населення України 2001 року в селі мешкала 841 особа.

### Мова
Розподіл населення за рідною мовою за даними перепису 2001 року:
| Мова       | Відсоток |
| ---------- | -------- |
| українська | 94,19 %  |
| російська  | 4,41 %   |
| білоруська | 1,05 %   |
| молдовська | 0,23 %   |

## Релігія
У селі розташовані Свято-Духівський храм ПЦУ (вул. Центральна, 80) та Молитовний дім Церкви ХВЄ «Сіон» (вул. Центральна, 78-А).

## Побут
Вулиці села вимощені бетонними плитами, встановлено лампи денного освітлення, проведено в будинки жителів воду(На сьогоднішній день водопостачання відсутнє), газ. У 1966 році по підсумках змагання за найкращий благоустрій села Першотравенській сільській раді присуджено перше місце і вручено перехідний Червоний прапор облвиконкому.

## Відомі люди
Село Перше Травня відоме своїми односельчанами. Герой Соціалістичної Праці Абрамов Спартак Іванович за досягнення високих врожаїв отримав звання Заслуженого меліоратора УРСР. Механізатори Козленко Іван Васильович та Сьомка Іван Васильович нагороджені орденами Леніна. Чикін Станіслав Єгорович був головою колгоспу «Перше Травня» понад 20 років, у період його керівництва село процвітало, на полях збирали високі врожаї, колгосп був мільйонером. Абрамова Раїса Ананьївна 25 років була головою Першотравенської сільської ради, мала урядові нагороди. Була делегатом XXVI з'їзду Компартії України.
- Долгов Ігор Олександрович (1964—2014) — старший лейтенант Збройних сил України, учасник російсько-української війни.